# لاوجوی (گروه موسیقی)
لاوجوی (به انگلیسی: Lovejoy) یک گروه ایندی راک بریتانیایی است که در سال ۲۰۲۱ در برایتون بنیان نهاده شد. این بند از ویلیام گلد به عنوان خواننده و گیتاریست، جو گلدسمیت به عنوان گیتاریست، مارک بوردمن به عنوان درامر و اَش کسوبو به عنوان بیسیست تشکیل شده. هر چهار نفر آنها در نوشتن آهنگ ها مشورت می‌کنند.
اولین آلبوم چندآهنگه آنها "حالت خوبه؟" روز ۹ مه ۲۰۲۱ عرضه شد. دومین آلبوم چندآهنگه آنها، "ذهن سنگین"، روز ۱۴ اکتبر ۲۰۲۱ عرضه شد. سومین آلبوم چندآهنگه آنها "بلند شو و دیگه تمومه"، روز ۱۳ مه ۲۰۲۳ عرضه شد. این بند به صورت مستقل موسیقی خود را تحت عنوان ناشری که خودشان ساختند یعنی انویل کت عرضه می‌کند، که بخشی از این موسیقی با آوال توزیع می‌شود.  

## تاریخچه

### ۲۰۲۱-۲۰۲۲: پیدایش،حالت خوبه؟وذهن سنگین
لاوجوی توسط ویلیام گلد و جو گلداسمیت در سال ۲۰۲۱ تاسیس شد. این دو قبلا از نواختن در یک گروه محلی با هم آشنا شدند. ویلیام گلد قبل از ساخت بند، طرفداران زیادی بخاطر استریم در یوتیوب و توییچ داشت، در کنار این که به طور انفرادی روی موسیقی هم کار می‌کرد. این گروه در ابتدا "Hang the DJ" نام داشت. نام فعلی گروه به نام بندیکت لاوجوی، یکی از دوستان این گروه است که در روزهای اولیه ساخت موسیقی به آنها گوش می‌داد. قبل از پیوستن به لاوجوی، درامر مارک بوردمن در دانشگاه در رشته تدوین درس می‌خواند، اَش کسوبو، بیسیست گروه، در پخش تلویزیون کار می کرد، و گیتاریست اصلی جو گلدسمیت، جراح درخت بود. گلد با کسوبو، دوست یکی از دوستانش، در یک مغازه همبرگر فروشی در برایتون ملاقات کرد و از او پرسید که آیا مایل است که به گروه بپیوندد. در طول ضبط در استودیو، گروه بوردمن را در برنامه فایور استخدام کرد و پس از تماشای اجرای او، گلد از او دعوت کرد تا به عنوان یک عضو دائمی بپیوندد. گروه اولین آلبوم کوتاه خود را به نام "حالت خوبه"، در دو روز در برایتون الکتریک در مارس ۲۰۲۱ ضبط کرد. این آلبوم در روز ۸ مه ۲۰۲۱ منتشر شد، که برای اولین بار لاوجوی در رتبه 10 در نمودار هنرمندان نوظهور بیلبورد در ۲۰ مه ۲۰۲۱ قرار گرفت.
دومین آلبوم کوتاه آنها، "ذهن سنگین"، در آگوست ۲۰۲۱ در استودیوی Small Pond Recording Studios در برایتون ضبط شد، و در ۱۴ اکتبر ۲۰۲۱ منتشر شد. این آلبوم کوتاه در جدول آلبوم های بریتانیا در رتبه 12 قرار گرفت. آهنگ های این آلبوم کوتاه در مورد روابط عاشقانه شکست خورده بود، اما به ناآرامی های سیاسی نیز گسترش یافت. در اکتبر ۲۰۲۲، گروه دو آلبوم کوتاه اول خود و همچنین کاور خود را "از زانو عمیق در ATP" برای اولین بار به وینیل منتشر کرد. قبل از اجرای کنسرت و جشنواره های بزرگ خود، لاوجوی کنسرت های تبلیغاتی خود را با نام های مستعار و اشتباه اجرا می کرد. از نوامبر ۲۰۲۲، گروه از رادیوی عمومی استقبال زیادی گرفت، و همچنین با پخش در رادیو بی‌بی‌سی ۱،  و در برنامه رادیویی هلندی "Welkom Bij De Club!". آهنگ های آنها نیز در بی بی سی موزیک هم معرفی شده است.

### ۲۰۲۳-تا الان: بلند شو و دیگه تمومه، از استودیوی چهار و تور

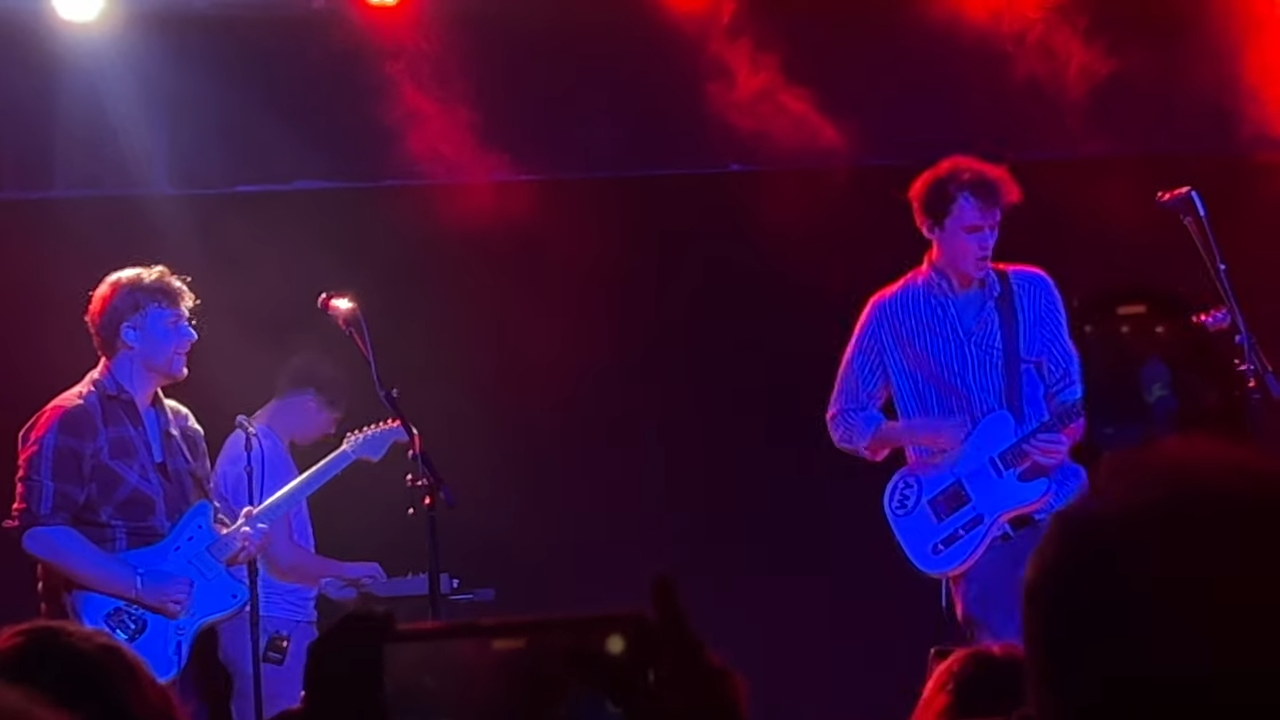
جو گلدسمیت و ویلیام گلد در حال اجرا در شیکاگو، ۲۰۲۳

در روز ۱۰ فوریه ۲۰۲۳، لاوجوی تک آهنگ "من رو هر چی دوست داری صدا کن" را از طریق آوال منتشر کرد. این تک آهنگ در رتبه ۳۲ جدول رسمی ۴۰ برتر بریتانیا قرار گرفت. این آهنگ بعداً در سومین آلبوم کوتاه آن‌ها، "بلند شو و دیگه تمومه"، که در ۱۲ مه ۲۰۲۳ منتشر شد و در رتبه پنجم جدول آلبوم‌های بریتانیا قرار گرفت، نمایش داده شد. علاوه بر این، "پرتره یک تخته سفید" از آلبوم کوتاه در موسیقی متن بازی ای‌ای اسپورتس اف سی ۲۴ نمایش داده شد.
در ۷ آوریل ۲۰۲۳، گروه تحت نام مستعار انویل کت یک آلبوم کوتاه با عنوان "از استودیوی 4" را به‌صورت سورپرایز منتشر کرد. این آلبوم کوتاه شامل نسخه‌های آکوستیک آهنگ‌های اولین آلبوم کوتاه آن ها، "حالت خوبه؟" و همچنین آهنگی که قبلاً منتشر نشده بود، "فردا" است.
در ماه مه ۲۰۲۳، گروه در لندن برای یک رویداد اسپاتیفای با عنوان "نسل ما" اجرا کرد. آنها دو آهنگ از اجرا را به عنوان بخشی از تک آهنگ‌های مخصوص اسپاتیفای منتشر کردند، از جمله نسخه آکوستیک "منو هرچی دوست داری صدا کن" و کاور "The Perfect Pair" از Beabadoobee. گلد گفت که گروه "برای مدتی از طرفداران بزرگ Beabadoobee بوده‌اند و ملودی این آهنگ را دوست دارند، بنابراین خوب بود که به این آهنگ کمی پیچ لاوجوی رو بدهند".
در ژوئن ۲۰۲۳، گروه روی جلد شماره ۷۷ مجله موسیقی Dork ظاهر شد. در ۲۵ ژوئن ۲۰۲۳، لاوجوی در جشنواره گلستونبری در صحنه معرفی موسیقی بی‌بی‌سی اجرا کرد. آنها همچنین در راک ورچتر، جشنواره جاز مونترو، اوشیاگا، و لولاپالوزا اجرا کرده‌اند. آنها در جشنواره لیدز در ۲۵ اوت ۲۰۲۳ و جشنواره ریدینگ در ۲۷ اوت ۲۰۲۳ اجرا کردند. آنها تور "بلند شو و دیگه تمومه" در سراسر بریتانیا را در سپتامبر ۲۰۲۳ آغاز کردند، با حضور ویژه جیمز ماریوت به عنوان یک اقدام حمایتی برای نمایش های بیرمنگام، لندن و منچستر.
در ۲ اکتبر ۲۰۲۳، گروه اعلام کرد که تک آهنگ آینده آنها "چیز های معمولی مردم" در ۶ اکتبر ۲۰۲۳ منتشر خواهد شد، پس از اینکه قبلاً آهنگ را در هفته قبل رونمایی کرده بودند. در همان روز، آحها تور راه خود را به ۱۰۰ تور اعلام کردند.
در ۱۳ اکتبر ۲۰۲۳، گروه آهنگ "منو هرچی دوست داری صدا کن" را در برنامه شبانه استپن کولبرت اجرا کرد.
در ۱۶ اکتبر ۲۰۲۴، گروه اعلام کرد که در کوچلا شرکت خواهند کرد.

## نوع موسیقی و الهام‌ها
موسیقی لاوجوی همیشه به عنوان ایندی راک، آلترناتیو راک و پاپ پانک یاد می‌شود. برخی هنرمندانی که لاوجوی از آنها الهام گرفته لوس کامپسینوس!، استروکز، کرای‌ونک، آرکتیک مانکیز، بو برنهام، کیلرز، مای کمیکال رومنس و فرانت باتمز هستند. گروه در مصاحبه‌ای در ام‌تی‌وی، موسیقی خود را "صداهای بی‌جنس‌گرایی بریتانیایی" معرفی کردند.

## اعضا
اعضای گروه
- ویلیام گلد – خواننده اصلی، گیتاریست، ترانه‌سرا (۲۰۲۱ تا الان)
- جو گلدسمیت – گیتاریست، خواننده فرعی، ترانه‌سرا (۲۰۲۱ تا الان)
- اّش کسوبو – بیسیست، ترانه‌سرا (۲۰۲۱ تا الان)
- مارک بوردمن – درامر، خواننده فرعی، ترانه‌سرا(۲۰۲۱ تا الان)

اعضای تور
پرسنل تور بین هر کنسرت فرق می‌کند.
- لئاندرا بدرزامن – شیپور، کیبورد (۲۰۲۱ تا الان)
- آیزاک بیر – شیپور (۲۰۲۱ تا الان)
- زو – شیپور، کیبورد (۲۰۲۲ تا ۲۰۲۳)
- آلن اسماندسون – شیپور، کیبورد (۲۰۲۳ تا الان)
- جکی کولمن – شیپور، کیبورد (۲۰۲۳ تا الان)

## آهنگ‌شناسی

### آلبوم های چندآهنگه
| عنوان                | جزئیات                                                                                                | بالا ترین سطح در جدول | بالا ترین سطح در جدول | بالا ترین سطح در جدول | بالا ترین سطح در جدول | بالا ترین سطح در جدول | بالا ترین سطح در جدول | بالا ترین سطح در جدول | بالا ترین سطح در جدول | بالا ترین سطح در جدول | بالا ترین سطح در جدول |
| عنوان                | جزئیات                                                                                                | انگلستان              | استرالیا              | کانادا                | فنلاند                | ایرلند                | لیتوانی               | هلند                  | نیوزیلند              | سوئد                  | آمریکا                |
| -------------------- | --- | --------------------- | --------------------- | --------------------- | --------------------- | --------------------- | --------------------- | --------------------- | --------------------- | --------------------- | --------------------- |
| حالت خوبه؟           | - انتشار: - ۸ - می - ۲۰۲۱ - حالت: دانلود دیجیتال، رسانه جاری                                          | —                     | —                     | —                     | —                     | —                     | —                     | —                     | —                     | —                     | —                     |
| ذهن سنگین            | - انتشار - ۱۴ - اکتبر - ۲۰۲۱ - ناشر: انویل کت - حالت: دانلود دیجیتال، رسانه جاری                      | 12                    | —                     | 41                    | 21                    | 14                    | 3                     | 35                    | 11                    | 24                    | 128                   |
| از استودیو ۴         | - انتشار: - ۷ - آپریل - ۲۰۲۳ - ناشر: - انویل کت، آوال - حالت: دانلود دیجیتال، رسانه جاری، وینیل       | —                     | —                     | —                     | —                     | —                     | —                     | —                     | —                     | —                     | —                     |
| بلند شو و دیگه تمومه | - انتشار: - ۱۲ - می - ۲۰۲۳ - ناشر: انویل کت، آوال - حالت: کاست، لوح فشرده، دانلود دیجیتال، رسانه جاری | 5                     | 27                    | —                     | —                     | 10                    | 17                    | —                     | 25                    | —                     | 94                    |
|                      | |                       |                       |                       |                       |                       |                       |                       |                       |                       |                       |

### آلبوم ترکیبی
| عنوان              | جزئیات                                                       |
| ------------------ | ------------------------------------------------------------ |
| حالت خوبه/ذهن‌سنگین | - انتشار: ۱۴ اکتبر ۲۰۲۲ - ناشر: انویل کت، آوال - حالت: ال پی |